# Aerocivil
L'Unidad Administrativa Especial de Aeronáutica Civil (en français : « Unité Administrative Spéciale de l'Aéronautique Civile »; UAEAC ou Aerocivil) est l'autorité de l'aviation civile en Colombie. L’Aerocivil a son siège dans le bâtiment Aerocivil à l'aéroport international El Dorado, Bogota.
Aerocivil est une filiale du ministère des Transports. Elle est aussi l'autorité colombienne d'enquête sur les accidents, et les incidents graves en transport public et en aviation générale qui surviennent sur le territoire colombien.